# Trinobantes

Território dos Trinovantes

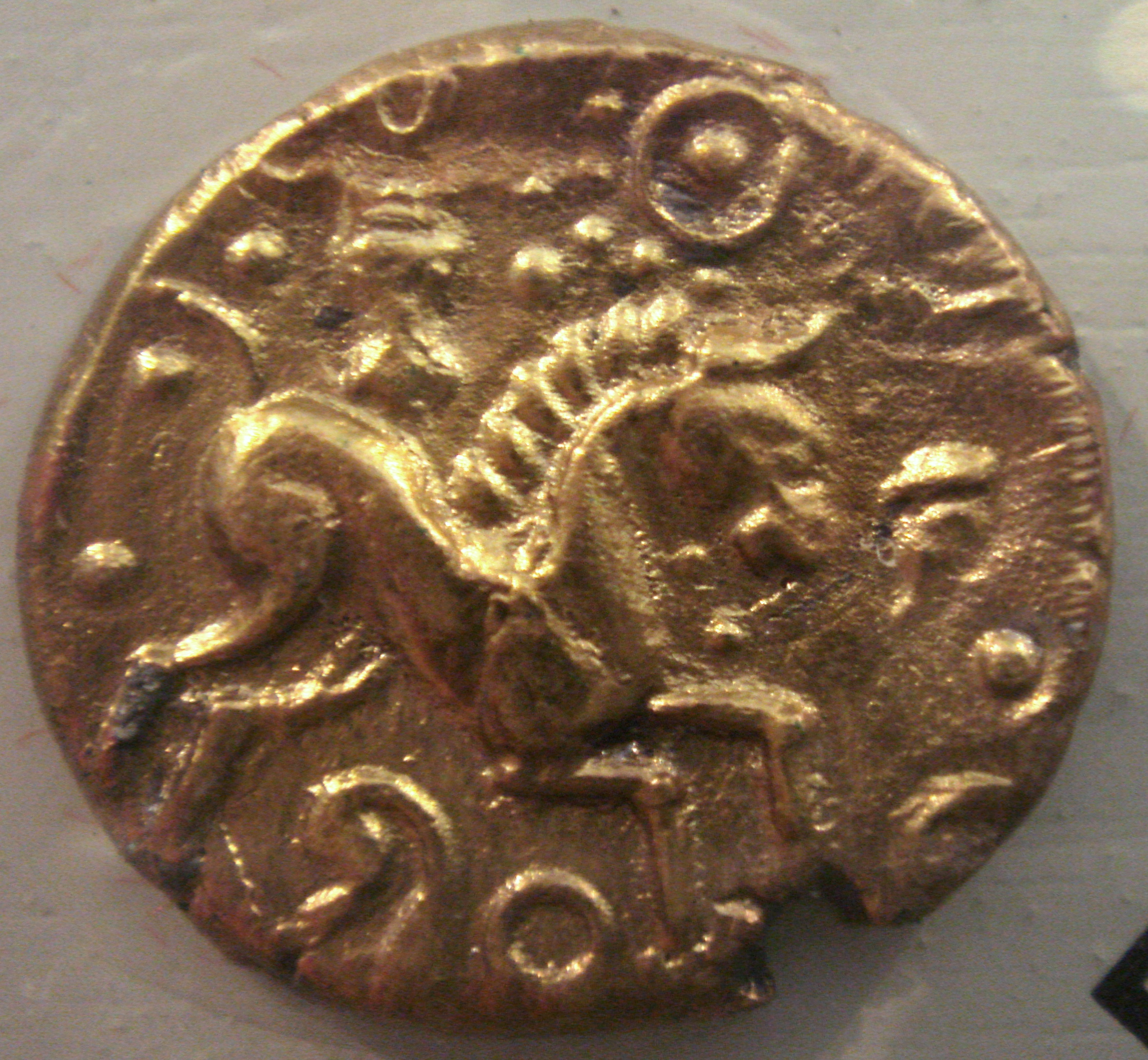
Moeda dos trinobantes

Os trinobantes (também referidos pela forma trinovantes, do latim trinovanti) eram uma das tribos célticas que viveram na Britânia pré-romana. Seu território ficava localizado no lado norte do estuário do rio Tâmisa, onde hoje se situam Essex e Suffolk, e incluíam terras que agora fazem parte da Grande Londres. Seu nome deriva do prefixo intensificador celta tri- e novio ("novo", possivelmente no sentido de "vigoroso" ou "vivaz") -significando portanto "o povo vigorosíssimo". Sua capital era Camuloduno (atual Colchester), um dos sítios propostos para a lendária Camelot.
Pouco antes da invasão da Britânia por Júlio César, em 55 e 54 a.C., os trinobantes eram considerados a tribo mais poderosa da ilha. Àquela época sua capital provavelmente era Braughing (atual Hertfordshire), e em alguns manuscritos da Guerra Gálica de César seu rei é chamado de Imanuêncio (Imanuentius). Alguns tempo antes da segunda expedição de César o rei dos trinobantes foi deposto por Cassivelauno, que é tido como pertencente aos catuvelaunos; seu filho, Mandubrácio, procurou refúgio com César na Gália. Durante a sua segunda expedição César derroutou Cassivelauno e recolocou Mandubrácio.
O próximo rei identificável dos trinobantes, conhecido através da evidência numismática, foi Adedomaro, que chegou ao poder por volta de 20-15 a.C., e mudou a capital da tribo para Camuloduno. Por um breve período Tasciovani dos catuvelaunos cunhou moedas a partir de Camuloduno, sugerindo que ele havia conquistado os trinobantes, porém logo foi obrigado a recuar - talvez como resultado da pressão feita pelos romanos, já que suas moedas posteriores não mais trazem a inscrição "Rex" ("rei") - e Adedoramo foi restaurado ao trono. A ele sucedeu-se seu filho Dubnovelauno (c. 10-5 a.C.), porém alguns anos mais tarde a tribo foi conquistada finalmente por Tasciovani ou seu filho Cunobelino. Mandubrácio, Adedomaro e Dubnovelauno todos apareceram em genealogias e lendas posteriores, pós-romanas e célticas medievais, como Manawydan, Aedd Mawr (Adedo, o Grande) e Dyfnwal Moelmut (Dubnovelauno, o Calvo e Silencioso). As Tríades Galesas recordam Aedd Mawr como um dos fundadores da Britânia.
Os trinobantes reaparecem na história ao participar da revolta de Boadiceia (ou Boudica) contra o Império Romano, em 60. Seu nome foi dado a uma das cividades da Britânia romana, cuja cidade principal era Cesarômago (atual Chelmsford, Essex).
Seu nome sobreviveu nas lendas britânicas como Trinovanto (Trinovantum), o suposto nome original de Londres, citado na Historia Regnum Britanniae de Godofredo de Monmouth e em outras obras. Geoffrey alega que o nome viria de Troi-novantum, ou "Nova Troia", e associava o fato à lenda de que a Britânia teria sido fundada por Bruto e outros refugiados da Guerra de Troia. 